# Jusuf Gazibegović
Jusuf Gazibegović (Salzburg, 11 maart 2000) is een voetballer met de Bosnische nationaliteit die doorgaans als rechtervleugelverdediger speelt. In 2018 maakte hij zijn professionele debuut bij FC Liefering in de Oostenrijkse Erste Liga. In 2021 debuteerde hij voor het nationale elftal van Bosnië en Herzegovina. In januari 2025 maakte hij de overstap van Sturm Graz naar 1. FC Köln.

## Clubloopbaan

### Jeugd
Gazibegović begon op jonge leeftijd met voetballen bij SV Austria Salzburg, waarna hij in 2011 werd opgenomen in de jeugdopleiding van Red Bull Salzburg. Hij doorliep daar de onderbouw en maakte op 16 november 2016 zijn eerste minuten bij de onder-18, in een wedstrijd tegen AKA Burgenland. In zijn eerste seizoen werd hij met Salzburg kampioen in de ÖFB Jugendliga U18. In het seizoen 2017/18 debuteerde hij in de UEFA Youth League, waarin hij in de met 0–1 gewonnen uitwedstrijd tegen Girondins de Bordeaux zijn eerste optreden maakte. In het thuisduel tegen Bordeaux in de returnwedstrijd scoorde Gazibegović zijn eerste doelpunt in de UEFA Youth League. Hij tekende in de 21e minuut voor de derde treffer van de wedstrijd, die met 4–0 werd gewonnen. Met Red Bull Salzburg bereikte hij dat seizoen de achtste finales van het toernooi, waarin het met 3-1 verloor van FC Porto. In het seizoen 2020/21 was hij actief als speler van het tweede elftal van Red Bull Salzburg. Desondanks kwam hij dat seizoen tweemaal uit voor de onder-19 in de UEFA Youth League: in de kwartfinale tegen Olympique Lyon en in de halve finale tegen Real Madrid, die met 1–2 werd verloren.

### FC Lievering
Op 3 maart 2018 maakte Gazibegović als A-junior onder trainer Janusz Góra zijn debuut in het betaalde voetbal bij FC Liefering, de belofteploeg van Red Bull Salzburg. In het met 1–1 gelijkgespeelde thuisduel in de Erste Liga tegen SV Ried startte hij als rechtervleugelverdediger in de basis. In het seizoen 2018/19 maakte hij daadwerkelijk de overstap naar de senioren, waar hij onder nieuwe trainer Gerhard Struber zich direct in de basis speelde. Zijn seizoen werd echter vroegtijdig onderbroken door een kruisbandblessure die hij in april opliep, waardoor hij ook het eerste halfjaar van het seizoen 2019/20 moest missen. Op 29 februari 2020 maakte hij zijn rentree in de thuiswedstrijd tegen Austria Klagenfurt, waarin hij in de 88e minuut inviel voor Luka Sučić. Drie wedstrijden later heroverde hij onder Strubers opvolger Bo Svensson zijn basisplaats als linkervleugelverdediger. Tijdens de laatste wedstrijd van het seizoen, tegen SK Vorwärts Steyr, droeg hij voor het eerst de aanvoerdersband bij de senioren. Dit bleek tevens zijn laatste wedstrijd voor FC Liefering, aangezien hij daarna zijn carrière voortzette bij het in de Oostenrijkse Bundesliga spelende Sturm Graz.

### Sturm Graz
Gazibegović ondertekende eind september 2020 een driejarig contract bij Sturm Graz. Op 4 oktober maakte hij zijn debuut voor de club uit de deelstaat Stiermarken in de thuiswedstrijd tegen SCR Altach. Trainer Christian Ilzer gaf hem direct een basisplaats als rechtervleugelverdediger. In zijn eerste seizoen wist hij geen vaste waarde te worden, mede vanwege de concurrentie van t Sandro Ingolitsch. Op 9 februari 2021 maakte hij zijn eerste doelpunt voor Sturm Graz. In de met 2–1 gewonnen thuiswedstrijd tegen SV Ried schoot hij in blessuretijd uit een vrije trap de winnende treffer binnen in de Merkur Arena. Sturm Graz sloot het seizoen 2020/21 af op de derde plaats in de Oostenrijke Bundesliga. In de Oostenrijkse beker reikte de ploeg tot de halve finale, waarin Red Bull Salzburg met 4–0 te sterk was, mede dankzij twee doelpunten van Enock Mwepu.
In het seizoen 2021/22 beleefde Gazibegović zijn doorbraak bij Sturm Graz. Met 24 basisplaatsen was hij een vaste waarde in het elftal. Op 19 augustus maakte hij zijn Europese debuut in de met 1–3 gewonnen uitwedstrijd tegen het Sloveense NŠ Mura, in de kwalificatie voor de Europa League. Sturm Graz eindigde dat seizoen als tweede in de competitie. Ook in het seizoen 2022/23 bleef Gazibegović onomstreden; hij startte 28 keer in de basis in de Bundesliga. Een plek in de groepsfase van de Champions League werd misgelopen na uitschakeling over twee wedstrijden tegen Dynamo Kiev. In december verlengde hij zijn contract voortijdig tot medio 2026. Op 9 april 2023 speelde hij tegen LASK zijn 100e officiële wedstrijd voor Sturm Graz. Net als het seizoen ervoor eindigde hij met de club als tweede in de competitie. In de Oostenrijkse beker werd ditmaal wel succes geboekt: in de finale werd Rapid Wien met 0–2 verslagen, wat Gazibegović zijn eerste prijs in zijn profcarrière opleverde.
In het seizoen 2023/24 won Gazibegović met Sturm Graz de dubbel. In de competitie werd de hegemonie van Red Bull Salzburg doorbroken, waardoor de club voor het eerst in tien jaar weer landskampioen werd. In de Oostenrijkse beker was Rapid Wien opnieuw de tegenstander in de finale. Net als het jaar ervoor trok Sturm Graz aan het langste eind, ditmaal met een 2–1 overwinning.De kwalificatie voor de Champions League mislukte aanvankelijk: over twee wedstrijden was PSV te sterk. Door het behalen van het landskampioenschap verzekerde Sturm Graz zich echter alsnog van directe plaatsing voor de groepsfase van het toernooi. Op 19 september 2024 maakte Gazibegović zijn debuut in de Champions League tijdens de uitwedstrijd tegen Stade Brestois. In de winterstop activeerde hij een ontsnappingsclausule in zijn contract en vertrok hij naar het Duitse 1. FC Köln, dat op dat moment uitkwam in de 2. Bundesliga.

### 1. FC Köln
In december 2024 tekende Gazibegović een contract bij 1. FC Köln, met een niet openbaar gemaakte looptijd. Hij was de eerste aanwinst van de club na het aflopen van een door het CAS opgelegd transferverbod van één jaar. Bij Köln werd hij herenigd met Gerhard Struber, zijn voormalig trainer bij FC Lievering. Op 18 januari 2025 maakte hij zijn debuut voor de club in de met 1–0 verloren uitwedstrijd tegen Hamburger SV. In het Volksparkstadion  stond hij direct in de basis en ontving al na zes minuten zijn eerste gele kaart. Tot eind maart had hij een vaste plek in de basiself, totdat hij geblesseerd raakte aan zijn enkel. Tijdens zijn afwezigheid werd Struber, twee wedstrijden voor het einde van het seizoen, ontslagen en vervangen door Friedhelm Funkel. Gazibegović keerde in de slotfase van het seizoen terug van zijn blessure en behield ook onder Funkel zijn basisplaats. Door zijn blessure bleef zijn inbreng beperkt, maar hij maakte wel deel uit van het elftal dat het kampioenschap in de 2. Bundesliga veroverde, waarmee Köln na één seizoen terugkeerde op het hoogste niveau.

## Clubstatistieken
| Seizoen                     | Club            | Competitie      | Competitie | Competitie | Beker | Beker | Internationaal | Internationaal | Overig | Overig | Totaal | Totaal |
| Seizoen                     | Club            | Competitie      | Wed.       | Dlp.       | Wed.  | Dlp.  | Wed.           | Dlp.           | Wed.   | Dlp.   | Wed.   | Dlp.   |
| --------------------------- | --------------- | --------------- | ---------- | ---------- | ----- | ----- | -------------- | -------------- | ------ | ------ | ------ | ------ |
| 2017/18                     | FC Liefering    | 2. Liga         | 8 *        | 0          | –     | –     | –              | –              | –      | –      | 8      | 0      |
| 2018/19                     | FC Liefering    | 2. Liga         | 18         | 0          | –     | –     | –              | –              | –      | –      | 18     | 0      |
| 2019/20                     | FC Liefering    | 2. Liga         | 13         | 0          | –     | –     | –              | –              | –      | –      | 13     | 0      |
| 2020/21                     | Sturm Graz      | Bundesliga      | 25         | 1          | 4     | 0     | –              | –              | –      | –      | 29     | 1      |
| 2021/22                     | Sturm Graz      | Bundesliga      | 27         | 0          | 3     | 0     | 7              | 0              | –      | –      | 37     | 0      |
| 2022/23                     | Sturm Graz      | Bundesliga      | 29         | 2          | 6     | 1     | 7              | 0              | –      | –      | 42     | 3      |
| 2023/24                     | Sturm Graz      | Bundesliga      | 31         | 2          | 5     | 0     | 11             | 0              | –      | –      | 47     | 2      |
| 2024/25                     | Sturm Graz      | Bundesliga      | 14         | 1          | 3     | 0     | 5              | 0              | –      | –      | 22     | 1      |
| 2024/25                     | 1. FC Köln      | 2. Bundesliga   | 11         | 0          | –     | –     | –              | –              | –      | –      | 12     | 0      |
| Carrière totaal             | Carrière totaal | Carrière totaal | 176        | 6          | 22    | 1     | 30             | 0              | –      | –      | 228    | 7      |
| Bijgewerkt tot 26 juli 2027 |                 |                 |            |            |       |       |                |                |        |        |        |        |

* In het seizoen 2017/18 speelde Gazibegović als A-junior mee in het eerste elftal.

## Interlandloopbaan
Gazibegović kwam uit voor meerdere Bosnische jeugdelftallen en nam met Bosnië en Herzegovina –17 deel aan een eindronde van het EK. In totaal speelde hij 33 jeugdinterlands, waarin hij één keer scoorde. Hij speelde in die periode samen met onder anderen Elvis Mehanović en Amar Dedić. Op 2 juni 2021 debuteerde hij in het  nationale A-elftal tijdens een oefeninterland tegen Montenegro.

### Bosnische jeugdelftallen
Op 8 mei 2016 maakte Gazibegović zijn debuut voor Bosnië en Herzegovina –16 in een oefeninterland tegen Montenegro, onder leiding van bondscoach Toni Karacic. Enkele maanden later stroomde hij door naar de onder-17, waarmee hij zich plaatste voor het Europees kampioenschap 2017. Bondscoach Sakib Malkočević nam hem op in de selectie voor het toernooi in Kroatië. Gazibegović speelde alle drie de poulewedstrijden. Alleen de wedstrijd tegen Servië werd met 1–0 gewonnen; tegen Duitsland en Ierland werd verloren, waardoor Bosnië en Herzegovina in de groepsfase werd uitgeschakeld.
Gazibegović maakte op 8 november 2017 zijn enige doelpunt namens Bosnië en Herzegovina –19, tijdens een EK-kwalificatiewedstrijd tegen Georgië. Ondanks zijn treffer wist de ploeg zich niet te plaatsen voor het eindtoernooi in Finland. In de laatste drie groepsduels fungeerde hij als aanvoerder. Op 29 maart 2021 kwam hij voor het laatst in actie in een jeugdinterland, toen hij met Bosnië en Herzegovina –21 speelde tegen de leeftijdsgenoten van Montenegro. Het was zijn 33e jeugdinterland.
| Jeugdinterlands van Jusuf Gazibegović voor Bosnië en Herzegovina () | Jeugdinterlands van Jusuf Gazibegović voor Bosnië en Herzegovina () | Jeugdinterlands van Jusuf Gazibegović voor Bosnië en Herzegovina () | Jeugdinterlands van Jusuf Gazibegović voor Bosnië en Herzegovina () | Jeugdinterlands van Jusuf Gazibegović voor Bosnië en Herzegovina () | Jeugdinterlands van Jusuf Gazibegović voor Bosnië en Herzegovina () |
| №                                                                   | Datum                                                               | Wedstrijd                                                           | Uitslag                                                             | Soort Wedstrijd                                                     | Doelpunten                                                          |
| Als speler bij Bosnië en Herzegovina –16                            | Als speler bij Bosnië en Herzegovina –16                            | Als speler bij Bosnië en Herzegovina –16                            | Als speler bij Bosnië en Herzegovina –16                            | Als speler bij Bosnië en Herzegovina –16                            | Als speler bij Bosnië en Herzegovina –16                            |
| ------------------------------------------------------------------- | ------------------------------------------------------------------- | ------------------------------------------------------------------- | ------------------------------------------------------------------- | ------------------------------------------------------------------- | ------------------------------------------------------------------- |
| 1.                                                                  | 8 mei 2016                                                          | Bosnië en Herzegovina – Montenegro                                  | 0 – 0                                                               | Vriendschappelijk                                                   |                                                                     |
| 2.                                                                  | 11 mei 2016                                                         | Bosnië en Herzegovina – Slovenië                                    | 0 – 0                                                               | Vriendschappelijk                                                   |                                                                     |
| Als speler bij Bosnië en Herzegovina –17                            |                                                                     |                                                                     |                                                                     |                                                                     |                                                                     |
| 1.                                                                  | 24 augustus 2016                                                    | Italië – Bosnië en Herzegovina                                      | 2 – 0                                                               | Vriendschappelijk                                                   |                                                                     |
| 2.                                                                  | 26 augustus 2016                                                    | Italië – Bosnië en Herzegovina                                      | 3 – 1                                                               | Vriendschappelijk                                                   |                                                                     |
| 3.                                                                  | 23 september 2016                                                   | Bosnië en Herzegovina – Letland                                     | 3 – 0                                                               | EK-kwalificatie 2017                                                |                                                                     |
| 4.                                                                  | 25 september 2016                                                   | Bosnië en Herzegovina – Letland                                     | 1 – 0                                                               | EK-kwalificatie 2017                                                |                                                                     |
| 5.                                                                  | 28 september 2016                                                   | Rusland – Bosnië en Herzegovina                                     | 2 – 1                                                               | EK-kwalificatie 2017                                                |                                                                     |
| 6.                                                                  | 6 december 2016                                                     | Kroatië – Bosnië en Herzegovina                                     | 1 – 4                                                               | Vriendschappelijk                                                   |                                                                     |
| 7.                                                                  | 8 december 2016                                                     | Bosnië en Herzegovina – Kroatië                                     | 1 – 0                                                               | Vriendschappelijk                                                   |                                                                     |
| 8.                                                                  | 14 februari 2017                                                    | Montenegro – Bosnië en Herzegovina                                  | 0 – 3                                                               | Vriendschappelijk                                                   |                                                                     |
| 9.                                                                  | 16 februari 2017                                                    | Montenegro – Bosnië en Herzegovina                                  | 0 – 0                                                               | Vriendschappelijk                                                   |                                                                     |
| 10.                                                                 | 2 maart 2017                                                        | Bosnië en Herzegovina – Servië                                      | 1 – 1                                                               | Vriendschappelijk                                                   |                                                                     |
| 11.                                                                 | 23 maart 2017                                                       | Bosnië en Herzegovina – Slovenië                                    | 0 – 0                                                               | EK-kwalificatie 2017                                                |                                                                     |
| 12.                                                                 | 25 maart 2017                                                       | Bosnië en Herzegovina – Tsjechië                                    | 2 – 1                                                               | EK-kwalificatie 2017                                                |                                                                     |
| 13.                                                                 | 28 maart 2017                                                       | Bosnië en Herzegovina – Engeland                                    | 0 – 1                                                               | EK-kwalificatie 2017                                                |                                                                     |
| 14.                                                                 | 4 mei 2017                                                          | Duitsland – Bosnië en Herzegovina                                   | 5 – 0                                                               | Europees Kampioenschap 2017                                         |                                                                     |
| 15.                                                                 | 7 mei 2017                                                          | Ierland – Bosnië en Herzegovina                                     | 2 – 1                                                               | Europees Kampioenschap 2017                                         |                                                                     |
| 16.                                                                 | 10 mei 2017                                                         | Servië – Bosnië en Herzegovina                                      | 1 – 0                                                               | Europees Kampioenschap 2017                                         |                                                                     |
| Als speler bij Bosnië en Herzegovina –19                            |                                                                     |                                                                     |                                                                     |                                                                     |                                                                     |
| 1.                                                                  | 8 november 2017                                                     | Bosnië en Herzegovina – Georgië                                     | 1 – 0                                                               | EK-Kwalificatie 2018                                                | Goal                                                                |
| 2.                                                                  | 11 november 2017                                                    | Bosnië en Herzegovina – Frankrijk                                   | 1 – 2                                                               | EK-Kwalificatie 2018                                                |                                                                     |
| 3.                                                                  | 14 november 2017                                                    | Bosnië en Herzegovina – Andorra                                     | 2 – 1                                                               | EK-Kwalificatie 2018                                                |                                                                     |
| 4.                                                                  | 21 maart 2018                                                       | Denemarken – Bosnië en Herzegovina                                  | 3 – 2                                                               | EK-Kwalificatie 2018                                                |                                                                     |
| 5.                                                                  | 24 maart 2018                                                       | Oostenrijk – Bosnië en Herzegovina                                  | 3 – 0                                                               | EK-Kwalificatie 2018                                                |                                                                     |
| 6.                                                                  | 27 maart 2018                                                       | Bosnië en Herzegovina – Turkije                                     | 1 – 2                                                               | EK-Kwalificatie 2018                                                |                                                                     |
| 7.                                                                  | 5 september 2018                                                    | Bosnië en Herzegovina – Georgië                                     | 1 – 1                                                               | Vriendschappelijk                                                   |                                                                     |
| 8.                                                                  | 7 september 2018                                                    | Georgië – Bosnië en Herzegovina                                     | 1 – 2                                                               | Vriendschappelijk                                                   |                                                                     |
| 9.                                                                  | 10 oktober 2018                                                     | Ierland – Bosnië en Herzegovina                                     | 3 – 1                                                               | EK-Kwalificatie 2019                                                |                                                                     |
| 10.                                                                 | 13 oktober 2018                                                     | Nederland – Bosnië en Herzegovina                                   | 6 – 0                                                               | EK-Kwalificatie 2019                                                |                                                                     |
| 11.                                                                 | 16 oktober 2018                                                     | Faeröer – Bosnië en Herzegovina                                     | 1 – 2                                                               | EK-Kwalificatie 2019                                                |                                                                     |
| Als speler bij Bosnië en Herzegovina –21                            |                                                                     |                                                                     |                                                                     |                                                                     |                                                                     |
| 1.                                                                  | 19 november 2018                                                    | Bosnië en Herzegovina – Azerbeidzjan                                | 2 – 0                                                               | Vriendschappelijk                                                   |                                                                     |
| 2.                                                                  | 26 maart 2019                                                       | Bosnië en Herzegovina – Moldavië                                    | 2 – 0                                                               | EK-kwalificatie 2021                                                |                                                                     |
| 3.                                                                  | 13 oktober 2020                                                     | Duitsland – Bosnië en Herzegovina                                   | 1 – 0                                                               | EK-kwalificatie 2021                                                |                                                                     |
| 4.                                                                  | 29 maart 2021                                                       | Montenegro – Bosnië en Herzegovina                                  | 2 – 2                                                               | EK-kwalificatie 2021                                                |                                                                     |
| Bijgewerkt tot 25 januari 2025                                      |                                                                     |                                                                     |                                                                     |                                                                     |                                                                     |

### Bosnië en Herzegovina
Gazibegović werd eind mei 2021 voor het eerst opgeroepen voor het nationale elftal van Bosnië en Herzegovina door bondscoach Ivaylo Petev. Op 2 juni maakte hij zijn debuut in een oefeninterland tegen Moldavië. In het met 0–0 gelijkgespeelde duel in Sarajevo verving hij in de 63e minuut Darko Todorović. Enkele dagen later stond hij in de oefenwedstrijd tegen Denemarken voor het eerst in de basis.

#### Europees kampioenschappen
Tijdens de kwalificatiewedstrijden voor het Europees kampioenschap 2024 in Duitsland kwam Gazibegović 10 keer in actie. Hij bereikte met Bosnië en Herzegovina uiteindelijk de play-off waarin Oekraïne te sterk was en hij de eindronde aan zich voorbij moest laten gaan.
| Interlands van Jusuf Gazibegović voor Bosnië en Herzegovina | Interlands van Jusuf Gazibegović voor Bosnië en Herzegovina | Interlands van Jusuf Gazibegović voor Bosnië en Herzegovina | Interlands van Jusuf Gazibegović voor Bosnië en Herzegovina | Interlands van Jusuf Gazibegović voor Bosnië en Herzegovina | Interlands van Jusuf Gazibegović voor Bosnië en Herzegovina |
| №                                                           | Datum                                                       | Wedstrijd                                                   | Uitslag                                                     | Soort Wedstrijd                                             | Doelpunten                                                  |
| ----------------------------------------------------------- | ----------------------------------------------------------- | ----------------------------------------------------------- | ----------------------------------------------------------- | ----------------------------------------------------------- | ----------------------------------------------------------- |
| 1.                                                          | 2 juni 2021                                                 | Bosnië en Herzegovina – Moldavië                            | 0 – 1                                                       | Vriendschappelijk                                           |                                                             |
| 2.                                                          | 6 juni 2021                                                 | Denemarken – Bosnië en Herzegovina                          | 2 – 0                                                       | Vriendschappelijk                                           |                                                             |
| 3.                                                          | 25 maart 2022                                               | Bosnië en Herzegovina – Georgië                             | 0 – 1                                                       | Vriendschappelijk                                           |                                                             |
| 4.                                                          | 29 maart 2022                                               | Bosnië en Herzegovina – Luxemburg                           | 1 – 0                                                       | Vriendschappelijk                                           |                                                             |
| 5.                                                          | 4 juni 2022                                                 | Finland – Bosnië en Herzegovina                             | 1 – 1                                                       | Nations League 2022/23 (Divisie B)                          |                                                             |
| 6.                                                          | 23 maart 2023                                               | Bosnië en Herzegovina – IJsland                             | 3 – 0                                                       | EK-kwalificatie 2024                                        |                                                             |
| 7.                                                          | 26 maart 2023                                               | Slowakije – Bosnië en Herzegovina                           | 2 – 0                                                       | EK-kwalificatie 2024                                        |                                                             |
| 8.                                                          | 17 juni 2023                                                | Portugal – Bosnië en Herzegovina                            | 3 – 0                                                       | EK-kwalificatie 2024                                        |                                                             |
| 9.                                                          | 8 juni 2023                                                 | Bosnië en Herzegovina – Liechtenstein                       | 2 – 1                                                       | EK-kwalificatie 2024                                        |                                                             |
| 10.                                                         | 11 september 2023                                           | IJsland – Bosnië en Herzegovina                             | 1 – 0                                                       | EK-kwalificatie 2024                                        |                                                             |
| 11.                                                         | 13 oktober 2023                                             | Liechtenstein – Bosnië en Herzegovina                       | 0 – 2                                                       | EK-kwalificatie 2024                                        |                                                             |
| 12.                                                         | 16 oktober 2023                                             | Bosnië en Herzegovina – Portugal                            | 0 – 5                                                       | EK-kwalificatie 2024                                        |                                                             |
| 13.                                                         | 16 november 2023                                            | Luxemburg – Bosnië en Herzegovina                           | 4 – 1                                                       | EK-kwalificatie 2024                                        |                                                             |
| 14.                                                         | 19 november 2023                                            | Bosnië en Herzegovina – Slovenië                            | 1 – 2                                                       | EK-kwalificatie 2024                                        |                                                             |
| 15.                                                         | 21 maart 2024                                               | Bosnië en Herzegovina – Oekraïne                            | 1 – 2                                                       | EK-kwalificatie 2024                                        |                                                             |
| 16.                                                         | 3 juni 2024                                                 | Engeland – Bosnië en Herzegovina                            | 3 – 0                                                       | Vriendschappelijk                                           |                                                             |
| 17.                                                         | 9 juni 2024                                                 | Italië – Bosnië en Herzegovina                              | 1 – 0                                                       | Vriendschappelijk                                           |                                                             |
| 18.                                                         | 7 september 2024                                            | Nederland – Bosnië en Herzegovina                           | 1 – 0                                                       | Nations League 2024/25 (Divisie A)                          |                                                             |
| 19.                                                         | 10 september 2024                                           | Hongarije – Bosnië en Herzegovina                           | 0 – 0                                                       | Nations League 2024/25 (Divisie A)                          |                                                             |
| 20.                                                         | 11 oktober 2024                                             | Bosnië en Herzegovina – Duitsland                           | 1 – 2                                                       | Nations League 2024/25 (Divisie A)                          |                                                             |
| 21.                                                         | 14 oktober 2024                                             | Bosnië en Herzegovina – Hongarije                           | 0 – 2                                                       | Nations League 2024/25 (Divisie A)                          |                                                             |
| Bijgewerkt tot 25 januari 2025                              |                                                             |                                                             |                                                             |                                                             |                                                             |

## Persoonlijk
Gazibegović werd geboren in Salzburg, maar zijn ouders komen oorspronkelijk uit Sapna, een plaats in de gemeente Čaglin in de Kroatische provincie Požega-Slavonië. Vanuit daar verhuisden zij naar Oostenrijk. Ondanks zijn Oostenrijkse geboorte koos Gazibegović er bewust voor om uit te komen voor het nationale team van Bosnië en Herzegovina.

## Erelijst
| Competitie                       |            |                    |            |            |
| Competitie                       | Aantal     | Jaren              |            |            |
| Sturm Graz                       | Sturm Graz | Sturm Graz         | Sturm Graz | Sturm Graz |
| -------------------------------- | ---------- | ------------------ | ---------- | ---------- |
| Kampioen Oostenrijkse Bundesliga | 1x         | 2023/24            |            |            |
| Winnaar ÖFB-Cup                  | 2x         | 2022/23 en 2023/24 |            |            |
| 1.FC Köln                        |            |                    |            |            |
| Kampioen 2. Bundesliga           | 1x         | 2024/25            |            |            |